# Sherwin Harvey
Sherwin Harvey (Paramaribo, 1969), artiestennaam van Cherwin Muringen, is een Surinaams-Nederlands zanger en songwriter. Hij was onder zijn eigen naam de winnaar van de Soundmixshow in 1998 en de European Soundmix Show in 1999, en stond als 'Cherwin' in de finale van het Nationale Songfestival in 2004. In 2010 zong hij het winnende lied tijdens SuriPop en in de jaren erna maakte hij deel uit van de tournees van de SuriToppers door Nederland. In 2014 bracht George Baker zijn nummer Ready uit dat hij schreef voor The Hit van RTL 5.

## Biografie
Sherwin Harvey groeide op in een muzikaal gezin in Paramaribo, dat bestond uit vijf jongens en een meisje. Zijn vader was de kapelmeester en arrangeur Eddy Muringen. Ook zijn zus Lucretia, broer Walter en andere broers waren muzikaal. Als kind stonden ze met hun vader op het podium onder de naam The Youth of Today.
Nadat hij voor de havo slaagde, vertrok hij naar Nederland. Ondertussen zong hij in de popgroep T.M.T. (inclusief drums), de funkgroep Los Bucaneros en het rhythm-and-blues-trio Quality Time. Nadat hij in 1997 slaagde voor zijn diploma bedrijfseconomie aan de heao in Amsterdam, besloot hij om zijn pijlen eerst te richten op een solocarrière in de muziek.
Zijn eerste serieuze stap zette hij in 1998 met zijn deelname aan de Soundmixshow van Henny Huisman. Hij voerde het nummer Kiss from a rose op van de Britse zanger Seal en wist de talentenjacht te winnen. Een jaar later had hij opnieuw succes met zijn imitatie van Seal, toen hij in het verlengde de Europese Soundmixshow op zijn naam schreef. Ondertussen tekende hij een platencontract bij CNR en bracht hij zijn winnende nummer uit op een single. De single kende geen hitnotering en de opvolger, All kinds of people, stond een week op nummer 100 van de Mega Top 100.
In 2004 deed hij mee aan het Nederlandse Nationale Songfestival. Hij bereikte de finale met Show me the love maar won die niet.
In 2010 had hij succes in zijn geboorteland, toen hij het winnende lied Wan krin portreti zong tijdens het muziekfestival SuriPop. Het lied was geschreven door Ornyl Malone en Sherwin Harvey arrangeerde het zelf. Daarna trad hij met de SuriToppers op tijdens de tournees van 2011, 2012 en 2014 in Nederland, was hij in 2012 een van de artiesten tijdens de Super Jam in de Anthony Nesty Sporthal in Paramaribo en eveneens in 2016 tijdens het eerbetoon aan Max Nijman in Purmerend.
Ondertussen won hij in 2012 in de discotheek Noxx in Antwerpen de Talent Search Contest met het lied Love me en tekende hij een platencontract bij het label SonicAngel. Sherwin Harvey schrijft zelf ook liedjes en deed in het voorjaar van 2014 mee als songwriter aan The Hit van RTL 5. Zijn lied Ready uit het programma werd door George Baker uitgebracht.